# Тодор Стойков (баскетболист)
Тодор Стойков е бивш български баскетболист. Играл е като гард или крило. Дългогодишен капитан на Лукойл Академик.

## Кариера
Кариерата му започва през 1995 г. в „Черно море“, когато е на 17 години. На 6 ноември 1996 г. в мач с Мазовиечки Прушков Стойков отбелязва 41 точки, което е и негов личен рекорд. Същият месец дебютира и за националния отбор на България. През сезон 1997/98 вкарва 52 точки в мач срещу отбора на Славия. През 1998 г. и 1999 г. става шампион на страната и носител на купата. Стойков печели още веднъж националната купа през 2000 г. Тогава той е привлечен в италианския Росето Баскет, за който изиграва само 7 срещи, в които отбелязва 5 точки. През декември 2000 г. е освободен и няколко дни по-късно отива да играе в Скафати Баскет. След края на сезона се връща в Черно море. На 24 януари 2001 постига рекорд за най-много отбелязани точки в един мач за националния отбор – 35. През декември 2001 преминава в Лукойл Академик. Със „студентите“ той участва в Купа на УЛЕБ, като е играчът с най-много отбелязвани точки (987) и най-много асистенции (169) в този турнир.
През лятото на 2003 играе в Лятната лига на НБА със състава на Кливланд Кавалиърс, но до договор не се стига. На 11 ноември 2003 Стойков записва първият трипъл-дабъл в историята на Купата на УЛЕБ – 33 точки, 13 борби и 10 асистенции. През сезон 2004/05 става най-добрият реализатор на Купата на УЛЕБ с 23,9 точки средно на мач. През 2006 преминава за половин година във Валенсия, но там изиграва само 9 срещи и от лятото на 2006 отново е в Академик. Стойков става и капитан на националния отбор, но се отказва от участие в него след края на Евробаскет 2009. Печели многократно наградата за MVP на българското първенство. За последен път това става през 2012, когато Стойков е на 35 години. След края на сезон 2012/13 слага край на кариерата си.